# Areniumion
Als Areniumion (oder Benzenium) bezeichnet man in der organischen Chemie ein Arenkation z. B. protoniert als C6H7+. Ein Areniumion ist demnach eine geladene Form eines sogenannten Aryls. Als Aryl bezeichnet man ein einfach – oder mehrfachsubstituiertes Benzol, wobei als Substituenten Halogene wie Chlor, Brom oder Iod fungieren können. Auch organische Reste wie etwa Carboxygruppen oder andere funktionelle organochemische Gruppen können Wasserstoffe des Benzols substituieren. Besonders bekannte Aryle sind die nitrosubstituierten Aryle wie Nitrobenzol oder TNT (Trinitrotoluol).
Es handelt sich dabei um eine reaktiven Zwischenstufe während der sogenannten elektrophilen aromatischen oder der nukleophilen Substitution. Die nachfolgende Abbildung zeigt den Reaktionsmechanismus einer elektrophilen aromatischen Substitution: Dabei bezeichnet man die vier auftretenden Zwischenstufen unter 2b als Areniumionen.

Reaktionsmechanismus einer elektrophilen aromatischen Substitution

Areniumionen sind dadurch gekennzeichnet, dass der aromatische Charakter durch den Reaktionsmechanismus zeitweise verloren geht und eine geladene Spezies entsteht. Areniumionen können als Kationen identifiziert werden, wie im obigen Schema, oder sie können als Anionen auftreten, wie man sie häufig bei der nucleophilen aromatischen Substitution findet. Die Existenz dieser relativ instabilen Zwischenformen konnte experimentell durch die Isolierung eines roten Kaliumsalzes [2,4,6-(NO2)3-1-EtO-1-MeOC6H2]− K+ (Meisenheimer-Komplex) röntgenstrukturanalytisch und spektroskopisch bestätigt werden. Areniumionen sind vor allem bei den aromatischen Substitutionsreaktionen (sowohl im nucleophilen als auch elektrophilen Reaktionsmodus) und beim sogenannten Arinmechanismus zu finden. Zuweilen werden Areniumkationen auch als sogenannte Wheland-Komplexe oder auch Wheland-Zwischenstufen bezeichnet (nach George Willard Wheland).